# György Hajós

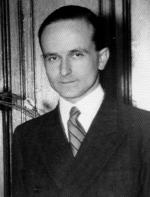
György Hajós (um 1930)

György Hajós, ungarisch Hajós György, auch Georg Hajós zitiert, (* 21. Februar 1912 in Budapest; † 17. März 1972 ebenda) war ein ungarischer Mathematiker, der sich vor allem mit Geometrie beschäftigte.

## Leben und Werk
Er studierte an der Péter Pázmány Universität (später in Loránd-Eötvös-Universität umbenannt), wo er 1929 seinen Abschluss machte. Noch als Student gab er einen einfachen Beweis eines gittergeometrischen Satzes von Hermann Minkowski. Nach dem Studium war er Lehrer und ab 1935 Dozent und Privat-Tutor an der Technischen Universität Budapest. 1938 promovierte er. Ab 1949 war er Professor und Leiter der Abteilung Geometrie an der Loránd-Eötvös-Universität in Budapest.
Hajós war Sekretär der Mathematisch-Physikalischen Sektion der Ungarischen Akademie der Wissenschaften. Er war langjähriger Präsident der Mathematischen Gesellschaft Janós Bolyai und 10 Jahre Herausgeber der Acta Mathematica Academiae Scientiarum Hungaricae.
Er befasste sich unter anderem mit Nomographie, Fehlerrechnung, nichteuklidischer Geometrie, diskreter Geometrie, Elementargeometrie.
1941 bewies er eine schon Hermann Minkowski vermutete Verschärfung von dessen Linearformensatz in der Geometrie der Zahlen, das Minkowski-Hajós Theorem, an dem vorher viele bekannte Mathematiker gescheitert waren. Es bestand im Übergang von kleiner gleich Relationen in den Ungleichungen des Linearformensatzes zu strikten kleiner Relationen. Dafür erhielt er 1942 den Gyula König Preis der Mathematischen und Physikalischen Gesellschaft Lorand Eötvös. Hajós hatte das geometrische Problem in ein gruppentheoretisches verwandelt und bewiesen. Der Beweis des gruppentheoretischen Satzes wurde von László Rédei vereinfacht und der Satz verallgemeinert.
1948 wurde er korrespondierendes und 1953 volles Mitglied der Ungarischen Akademie der Wissenschaften. Er war seit 1967 Mitglied der Leopoldina und korrespondierendes Mitglied der Rumänischen Akademie der Wissenschaften (1965). 1951 und 1962 erhielt er den Kossuth-Preis und außerdem den Beke Manó Gedächtnispreis. Er erhielt den Orden des Löwen von Finnland.
Von ihm stammt die (im Allgemeinen inzwischen widerlegte) Hajós-Vermutung der Graphentheorie und eine weitere ungelöste Vermutung (Zyklenvermutung von Hajos) über Kreiszerlegung von Eulergraphen von 1968 (Jeder einfache Graph mit n Knoten, die geraden Grad haben, kann in höchstens {\displaystyle {\frac {1}{2}}(n-1)} Kreise zerlegt werden). Der allgemeine Fall ist ungelöst, sie wurde aber für kleine Graphen ({\displaystyle n\leq 12}) 2017 bewiesen und für Pfadweite kleiner oder gleich 6.

## Schriften
- Einführung in die Geometrie, Leipzig, Teubner Verlag, Akadémiai Kiadó, Budapest 1970, Neuauflage Harri Deutsch 2001
- Herausgeber mit József Kürschák, Gyula Neukomm, János Surányi: Hungarian Problem Book, Teil 1 (based on the Eötvös  Competitions 1894- 1905), Teil 2 (based on the Eötvös Competitions 1906-1928), MAA, Random House 1963
- Herausgeber mit Gyula Neukomm, János Surányi: Hungarian problem book III : based on the Eötvös Competitions, 1929–1943, MAA 2001

## Verweise
1. ↑  György Hajós im Mathematics Genealogy Project (englisch)
2. ↑  Hajós Über eine neue Darstellung der hyperbolischen Trigonometrie mit Hilfe des Poincaré Modells, Annales Univ. Sci. Budapestiensis etc., Sectio Math., Bd. 7, 1964 (ungarisch)
3. ↑  wie Oskar Perron, Nikolaus Hofreiter, Ott-Heinrich Keller
4. ↑  Über einfache und mehrfache Bedeckung des n-dimensionalen Raumes mit einem Würfelgitter. Von Georg Hajós in Budapest. In: Mathematische Zeitschrift Bd. 47. 1942, S. 427–467, abgerufen am 28. April 2023.
5. ↑  Irene Heinrich, Marco Natale, Manuel Streicher, Hajós' cycle conjecture for small graphs, Arxiv 2017
6. ↑  Elke Fuchs, Laura Gellert, Irene Heinrich: Cycle decompositions of pathwidth-6 graphs, Arxiv 2017

| Personendaten    | Personendaten            |
| ---------------- | ------------------------ |
| NAME             | Hajós, György            |
| ALTERNATIVNAMEN  | Hajós, Georg             |
| KURZBESCHREIBUNG | ungarischer Mathematiker |
| GEBURTSDATUM     | 21. Februar 1912         |
| GEBURTSORT       | Budapest                 |
| STERBEDATUM      | 17. März 1972            |
| STERBEORT        | Budapest                 |